# Ryōta Sakurai
Ryōta Sakurai (桜井良太?, Sakurai Ryōta; Kuwana, 13 marzo 1983) è un cestista giapponese.

## Caratteristiche tecniche
Gioca nella posizione di guardia tiratrice tra le sue corde vanta una buona precisione di tiro, sia dalla lunga che dalla media distanza. Fin dai tempi dell'adolescenza si è distinto come uno dei giocatori giapponesi più prestanti sul versante atletico, sa usare la schiacciata inoltre nel gioco offensivo sfrutta abilità quali la rapidità e l'agilità, usa bene il lay-up, oltre a essere bravo in fase di passaggio.

## Biografia
Ha iniziato a praticare il basket dietro consiglio della sorella, ha giocato nella squadra di pallacanestro della sua scuola, il liceo Yokkaichi della prefettura di Mie, dove nei campionati nazionali si è messo in mostra grazie al suo atletismo. Finite le superiori si è iscritto all'università Aichi Gakusen giocando per la loro squadra di basket, venendo nominato miglior giocatore del primo anno della regione di Tōkai.
Quando Željko Pavličević (a quel tempo allenatore della nazionale di basket giapponese) fece convocare i migliori studenti universitari per un campo di addestramento di pallacanestro, notò il talento di Sakurai e lo nominò giocatore della nazionale. Sakurai ha rappresentato il Giappone nei vari tornei continentali, in cinque edizioni dei Campionati asiatici (2005, 2007, 2009, 2011, 2013), oltre che nei Campionati mondiali del 2006 dove segna 12 punti nell'unica vittoria del Giappone dove batte per 78–61 Panama.
La sua carriera professionistica si è svolta nella B.League la massima divisione del basket giapponese, nei suoi primi anni dal 2005 a 2007 ha militato nel Toyota Alvark, successivamente ha iniziato a giocare nel Levanga Hokkaido.